# 圣西梅翁
圣西梅翁（法語：Saint-Siméon，法語發音：[sɛ̃ simeɔ̃] ⓘ）是法国法蘭西島大區塞纳-马恩省的一个市镇，属于普罗万区。 

## 地理
圣西梅翁（48°47'57"N, 3°12'11"E）面积12.27 平方千米，位于法国法蘭西島大區塞纳-马恩省，该省份为法国北部内陆省份，北起瓦兹省，西接埃松省、马恩河谷省、塞纳-圣但尼省和瓦兹河谷省，南至卢瓦雷省，东南接约讷省，东临马恩省和奥布省，东北接埃纳省。
与圣西梅翁接壤的市镇（或旧市镇、城区）包括：布里地区沙伊、绍夫里、布里地区舒瓦西、布里地区马罗勒、圣但尼莱勒拜、圣雷米德拉瓦讷。

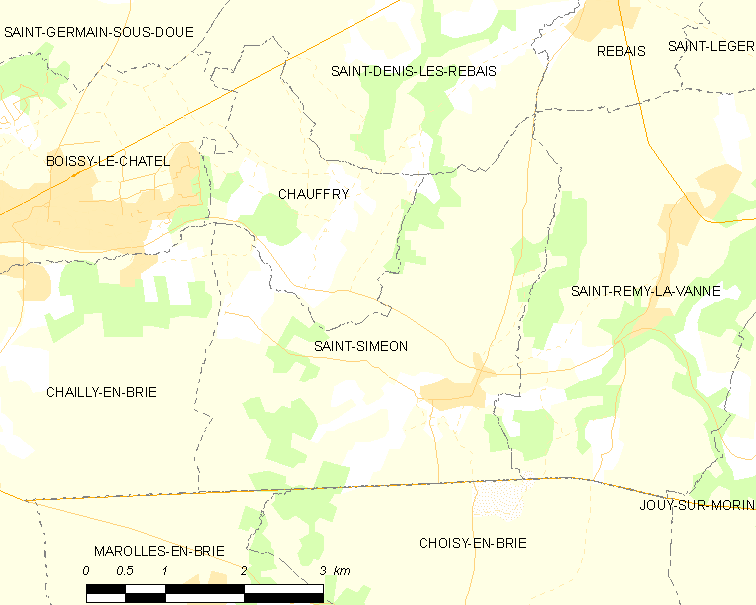
圣西梅翁的OSM定位图

圣西梅翁的时区为UTC+01:00、UTC+02:00（夏令时）。

## 行政
圣西梅翁的邮政编码为77169，INSEE市镇编码为77436。

## 政治
圣西梅翁所属的省级选区为库洛米耶县。

## 人口

1962-2008年间圣西梅翁人口变化图示

圣西梅翁于2022年1月1日时的人口数量为895人。